# 可分多项式
数学中，可分多项式在不同的作者的书下有两个略微不同的定义。
最常见的一个定义是：当在一个给定域K上的多项式P(X)在K的代数闭包中有不同的根时，称多项式为可分的。换言之它的互异根的数量需要等于多项式的次数。在多项式因式分解的观点下，这样的多项式是无平方多项式。
第二个定义，当P(X)在K[X]中的每个不可约因子在K的代数闭包中的根互不相同，此时称P(X)是可分的。这意味着每个不可约因子是无平方项的。在这个定义中，可分性依赖于K，比如任何一个不可分的不可约多项式P在它的分裂域上都变成可分的了。并且在这个定义下，每个完美域上的多项式是可分的，这包含了0特征域和所有有限域。
两个定义对于K上不可约多项式是等价的，这个被用来定义域K的可分扩张。
在条目的余下部分我们只用第一个定义。
一个多项式可分当且仅当它与它的形式导数P'(X)互素。

## 域的可分扩张
可分多项式被用于定义可分扩张：一个域扩张{\displaystyle K\subset L}是一个可分扩张当且仅当对任意的代数元{\displaystyle \alpha \in L}，{\displaystyle \alpha }在K上的极小多项式是可分多项式。
不可分扩张只可能在特征为p的域上出现。
由定义可以立马得到如果P是不可约的并且不可分，那么P'(X)=0.因此必须有：
P(X) = Q(Xp) 
对某个K上多项式Q成立，当中p是K的特征。
对此，我们能够构造一个例子：
P(X) = Xp − T
当中K是在有限域Fp上的不定元T的有理函数组成的域。
这里可以直接证明P(X)是不可约的，并且不可分。事实上这是为什么不可分性需要被强调的一个例子；用几何的语言来说，P代表了有限域上的一个射影直线，将坐标取p次幂。这样的映射对有限域上的代数几何是基础的。换言之，存在一些不能用伽罗华理论来描述的覆盖。（见根态射（radical morphism）条目寻找更高层次的阐述）
若L是域扩张
K(T1/p),
换言之是P的分裂域，则L/K是一个纯不可分域扩张的例子。它的次数是p，但是除了恒等映射没有保K不变的态射，因为T1/p是P的唯一一个根。这直接证明了伽罗华理论在这里不适用。一个没有此类扩张的域称为完美域。
可以证明L和它自己在K上的张量积有非零的幂零元。这又一次证明了不可分性：这是说域上的张量积操作不需要形成一个域的积环（因此没有交换的半单环）。
若P(X)是可分的，且它的根形成了一个群（域K的子群），则P(X)称为一个加性多项式。

## 伽罗华理论中的应用
可分多项式常在伽罗华理论中出现。
比如，令P是一个整系数不可约多项式而p是一个不整除P首项系数的素数。Q是有限域Fp上的上由P模p约化而来的多项式。则若Q可分则Q不可约因子的次数是P的伽罗华群的某个置换的长度。
另一个例子：P同上，一个群G的预解式R是一个系数为p为系数的多项式的多项式，R提供了关于P的伽罗华群的信息。更准确的说，若R是可分的并且有有理根则P的伽罗华群包含于G。例如若D是P的判别式，则X2-D是交错群的预解式。当P是可约的这个预解式总是可分的，但是大多的预解式是不可分的。